# Andrés Garrido Perales
Andrés Garrido Perales (29. listopadu 1663, Vallada – 23. února 1728, Xàtiva) byl španělský římskokatolický duchovní a člen Řádu mercedariánských rytířů.

## Život
Narodil se 29. listopadu 1663 v obci Vallada jako syn Pedra Garrido a Juany Any Perales. Po křtu získal jméno Bartolomé, které poté změnil na Andrés.
Dne 18. června 1679 přijal hábit Řádu mercedariánských rytířů v klášteře v obci El Puig de Santa Maria, kde byl řeholníkem i jeho strýc. Dne 22. prosince 1686 byl vysvěcen na kněze.
Stal se formátorem a učitelem teologie v Orihuele a byl velmi dobrým kazatelem. Své kazatelské schopnosti projevil hlavně při důležitých událostech v klášteře ve Valencii.
V letech 1703–1710 byl ředitelem koleje svatého Petra Nolasca.
Žil velmi strohý a kajícný život. Věnoval se charitativní činnosti pro chudé, sirotky, nemocné, vězně, bezdomovce a cikány.
Roku 1718 byl zvolen představeným kláštera v Xàtivě, kde 23. února 1728 zemřel.

## Proces svatořečení
Jeho proces svatořečení byl zahájen 2. října 2002 ve valencijské arcidiecézi. Dne 13. prosince 2021 uznal papež František jeho hrdinské ctnosti.